# 민두호
민두호(閔斗鎬, ?~?)는 민영휘의 아버지로, 명성황후의 친척 오라버니이다.
1893년 독판내무부사, 춘천부 유수가 되었고, 1894년 갑오경장 때 해직되었다.
죽은 뒤 영의정에 추증되었다.